# Maizières (Haute-Saône)
Maizières is een gemeente in het Franse departement Haute-Saône (regio Bourgogne-Franche-Comté) en telt 305 inwoners (2011). De plaats maakt deel uit van het arrondissement Vesoul.

## Geografie
De oppervlakte van Maizières bedraagt 11,7 km², de bevolkingsdichtheid is 26,1 inwoners per km².
De onderstaande kaart toont de ligging van Maizières (Haute-Saône) met de belangrijkste infrastructuur en aangrenzende gemeenten.

## Demografie
Onderstaande figuur toont het verloop van het inwonertal (bron: INSEE-tellingen).